# 荒玉水道町村組合

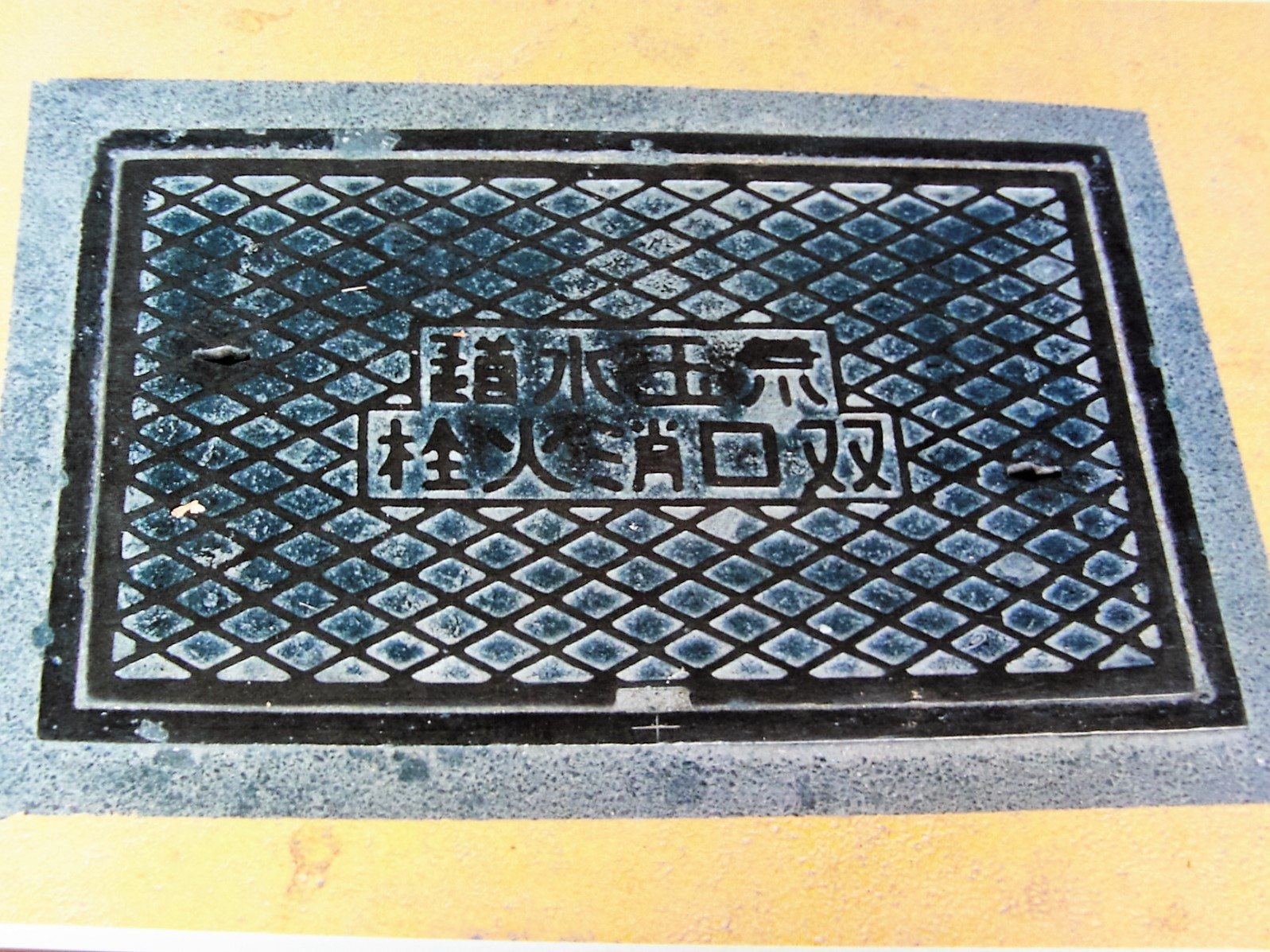
荒玉水道の消火栓

荒玉水道町村組合（あらたますいどうちょうそんくみあい）とは、豊多摩郡、北豊島郡の13町（現在の中野区、豊島区、北区の全域および新宿区、杉並区、板橋区の一部）への水道供給を目的とした町村組合である。

## 概要
同地への水道敷設の計画の始まりは民間によるものであった。東京市の周囲全域に給水することを目的とした発起人が方面ごとに会社を設立し水道敷設の申請を行い、1917年（大正6年）12月に王子水道と新宿水道が認可された。この計画は1919年（大正8年）10月に同一の発起人が設立した日本水道に引き継がれた後に立ち消えになっている。
東京市隣接町村の急激な発展に伴い水道敷設の必要性が生じたため、1919年（大正8年）に東京府が調査を開始したが、当時は東京市が水道拡張工事のため村山貯水池を建設しており、完成後に送水管の通る町村にも余った水道水の配水が行われることを期待していた両郡の町村は自治体主導での水道の敷設を行わなかった。しかし、第一次世界大戦後のインフレで建築資材が高騰したことなどから東京市水道局の財源が不足し、隣接町村への給水に対して後ろ向きの姿勢を示したことで東京市からの給水を受けるメリットが少なくなったことや、1923年（大正12年）9月1日に関東大震災が発生し焼失区域より避難移住してきた人で両郡の人口が激増し井戸水の枯渇が問題となったことから町村組合を設立し水道敷設が行われることとなる。当初は北豊島郡の町村が荒川を水源とする水道敷設計画を検討していたが、荒川の水質は塩分を含み飲用に適していないことが判明したため、その計画に豊多摩郡の町村を加えて多摩川から引水することとし、1925年（大正14年）1月に東京府荒玉水道町村組合が設立された。なお計画の段階では代々幡町、大久保町、戸塚町も参加していたが、いずれも脱退している。
1926年（大正15年）12月5日に砧村水源地において起工式が行われた。1928年（昭和3年）7月には通水試験が行われ、同年10月1日には一部地域で営業通水が開始された。1931年（昭和6年）には残地域の敷設工事も完了し給水が開始された。
1932年（昭和7年）10月1日に豊多摩郡、北豊島郡が東京市に統合されたことで荒玉水道町村組合は解散し、東京市水道の一部となった。東京市への引継ぎ時の給水戸数は4万9521戸、給水人口は32万1095人であった。

## 給水区域
- 豊多摩郡
  - 中野町
  - 野方町
  - 和田堀町
  - 杉並町
  - 落合町
- 北豊島郡
  - 板橋町
  - 巣鴨町
  - 滝野川町
  - 王子町
  - 岩淵町
  - 長崎町
  - 高田町
  - 西巣鴨町

## 施設
北多摩郡砧村大字喜多見地先（現在の世田谷区喜多見）の多摩川本流を水源とし、河畔に砧上浄水場を設置した。配水塔は野方と大谷口に存在した。浄水場から杉並区の妙法寺脇に至る約9kmの区間は送水管の上に幅員約5mの道路が敷設されており、この道路は通称荒玉水道道路と呼ばれている。当初は車馬の通行が禁じられていたが、1962年（昭和37年）より4t未満の軽量車のみ通行が許されている。
組合設置当初は北豊島郡役場内に組合役場を設置していたが、1928年（昭和3年）5月に西巣鴨町大字池袋642番地（現在のHareza池袋付近）に移転した。また、西巣鴨町大字池袋68番地に池袋派出所（現在の豊島区立上池袋公園と首都高速5号池袋線の間）と尾落合町大字下落合字中原575番地に落合派出所、杉並町高円寺467番地に杉並出張所を設けていた。

## その他
砧上浄水場の建設時に土中から多数の板碑が出土している。
下高井戸にあった甲州街道の一里塚の標柱は配水管の敷設時に引き抜かれ近隣住民の土地に放置されていたため、その住民が保存していた。標柱部分は後に紛失し、1989年（平成元年）時点では台石のみが保存されていた。